# 몬테사노술라마르첼라나
몬테사노술라마르첼라나(이탈리아어: Montesano sulla Marcellana)는 이탈리아 캄파니아주 살레르노도에 위치한 코무네다.